# Comuna Mugeni, Harghita
Mugeni (în maghiară: Bögöz) este o comună în județul Harghita, Transilvania, România, formată din satele Aluniș, Beta, Dejuțiu, Dobeni, Lutița, Mătișeni, Mugeni (reședința) și Tăietura.
În urma reorganizării teritoriale din 2004, Porumbenii Mari s-a desprins de comuna Mugeni iar satul Betești a trecut în componența orașului Cristuru Secuiesc.

## Demografie
Componența etnică a comunei Mugeni
     Maghiari (91,35%)
     Romi (1,17%)
     Alte etnii (0,99%)
     Necunoscută (6,49%)
Componența confesională a comunei Mugeni
     Reformați (49,83%)
     Romano-catolici (38,36%)
     Unitarieni (2,07%)
     Alte religii (2,76%)
     Necunoscută (6,97%)
Conform recensământului efectuat în 2021, populația comunei Mugeni se ridică la 3.329 de locuitori, în scădere față de recensământul anterior din 2011, când fuseseră înregistrați 3.491 de locuitori. Majoritatea locuitorilor sunt maghiari (91,35%), cu o minoritate de romi (1,17%), iar pentru 6,49% nu se cunoaște apartenența etnică. Din punct de vedere confesional, cei mai mulți locuitori sunt reformați (49,83%), cu minorități de romano-catolici (38,36%) și unitarieni (2,07%), iar pentru 6,97% nu se cunoaște apartenența confesională.

## Politică și administrație
Comuna Mugeni este administrată de un primar și un consiliu local compus din 13 consilieri. Primarul, Zoltán Ülkei[*], de la Uniunea Democrată Maghiară din România, este în funcție din octombrie 2020. Începând cu alegerile locale din 2024, consiliul local are următoarea componență pe partide politice:
|  | Partid                                 | Consilieri | Componența Consiliului | Componența Consiliului | Componența Consiliului | Componența Consiliului | Componența Consiliului | Componența Consiliului | Componența Consiliului | Componența Consiliului | Componența Consiliului | Componența Consiliului | Componența Consiliului |
|  | -------------------------------------- | ---------- | ---------------------- | ---------------------- | ---------------------- | ---------------------- | ---------------------- | ---------------------- | ---------------------- | ---------------------- | ---------------------- | ---------------------- | ---------------------- |
|  | Uniunea Democrată Maghiară din România | 11         |                        |                        |                        |                        |                        |                        |                        |                        |                        |                        |                        |
|  | Alianța Maghiară din Transilvania      | 2          |                        |                        |                        |                        |                        |                        |                        |                        |                        |                        |                        |

## Vezi și
- Biserica reformată din Mătișeni
- Biserica reformată din Lutița
- Ansamblul bisericii reformate din Mugeni
- Porumbeni (sit de importanță comunitară inclus în rețeaua europeană Natura 2000 în România).
- Râul Târnava Mare între Odorheiu Secuiesc și Vânători (sit de importanță comunitară)